# 东游记 (1998年电视剧)
《东游记》（The Legends of the Eight Immortals）是新加坡制片方与中国大陆制作方（四川电视台电视剧制作中心、江苏天地影视制作中心）联合拍摄的一部古装神话剧，外景部分主要在九寨沟取景，以小说《东游记》和八仙的一些民间传说为题材，讲述了八仙归位，除魔卫道的故事。是新加坡1998年全年收视冠军。

## 主要演员
- 马景涛（童年：蔡議緯 飾 小洞賓） 饰演 吕洞宾、东华上仙、吕岩
- 郭妃丽  饰演 牡丹仙子、白牡丹
- 郑秀珍（童年：畢娟娟） 饰演 何仙姑
- 常魯峰（童年：蘇興 飾 小湘子） 饰演 韩湘子、费长房
- 沈依灵（童年：陳婉湞） 饰演 蓝采和
- 凌　霄（童年：馬健原） 饰演 张果老
- 林益盛（童年：曾俊龍） 饰演 铁拐李
- 麦皓为（童年：吳俊龍）饰演 汉钟离
- 李海（童年：何文龍）饰演 曹国舅
- 林湘萍 饰演 龙三公主、贞娘
- 谢韶光 饰演 穿山甲
- 洪慧芳 饰演 春瑛
- 王裕香 饰演 椿树精
- 黄世南 饰演 通天教主
- 翁清海 饰演 孙悟空、孙影
- 丁　岚 饰演 观音菩萨

## 其他演员
- 楊大偉 饰演 玉皇大帝
- 李茵珠 饰演 王母娘娘
- 戴鵬 饰演 太上老君
- 嚴炳量 饰演 東海龍王
- 王艷賓 饰演 二郎神楊　戩
- 洪世虎 饰演 龍太子
- 陳天文 饰演 東海惡蛟
- 洪俊瑞 饰演 牧牛童子

## 音乐
- 主题曲《任逍遊》（又称《逍遥游》）
  - 演唱：吴佳明
- 插曲《相思无解》、《心有灵犀》
  - 词曲：熊天平 演唱：熊天平

## 取景
外景拍摄地大部分在四川的九寨沟取景，如五花海，珍珠滩瀑布，诺日朗瀑布等等
内景和部分外景在新加坡拍摄，如光明山普觉禅寺